# Hillel ben Samuel
Hillel ben Samuel da Verona (1220 – Forlì, 1295) è stato un rabbino, filosofo e medico italiano, noto anche come Lelio di Samuele o Hillel di Forlì.

## Biografia
Prende parte attivamente alla polemica per l'accettazione o meno dell'opera di Mosè Maimonide, da molti accusato di eccessivo razionalismo, sostenendo a chiare lettere le posizioni del grande maestro, anche con l'opera Tagmulé ha-Nefesh (o Tagmulei ha-Nefesh) (Retribuzioni dell'anima), che scrive a Forlì, nel 1288-1291. In quest'opera, infatti, "si mantiene sulla stessa linea del maestro [...] Per lui l'intelletto è la forma attuale dell'anima e ne guida tutte le operazioni". Una presentazione schematica dell'opera si trova, in lingua inglese, nella Jewish Virtual Library. Il Tagmulé ha-Nefesh influenza, tra gli altri, anche il rabbino Shem Tov ben Yosef Falaquera.
Sempre da Forlì, Hillel scrive due famose lettere a Maestro Gaio (Isacco ben Mordecai), medico papale, chiedendo di non aderire al movimento favorevole alla condanna di Maimonide.
Hillel, oltre al pensiero ebraico, conosce bene quello arabo e molto bene quello cristiano: in particolare, è molto attratto da Tommaso d'Aquino, tanto da essere definito "il primo tomista ebreo della storia" . Ad esempio, nel Tagmulé ha-Nefesh riporta ampiamente una traduzione del De Unitate Intellectus di Tommaso, del quale riprende anche gli argomenti per dimostrare l'immortalità individuale dell'anima. Oltre alla traduzione della prima parte del De unitate intellectus, Hillel si dimostrò a tal punto estimatore di Tommaso d'Aquino da salutarlo come "il Maimonide della sua epoca, capace persino di rispondere a domande che il Maestro aveva lasciato irrisolte"
Hillel probabilmente non è nato a Verona, anche se la sua famiglia sembra provenirne, visto che suo nonno è Eliezer di Verona, ma è comunque rappresentante di una cultura ghibellina, filoimperiale, come quella della città scaligera. Lo dimostra anche il fatto che decide di trascorrere gli ultimi anni della sua vita in quella roccaforte del ghibellinismo italiano che è la Forlì degli Ordelaffi e del consigliere imperiale Guido Bonatti.
Hillel studia il Talmud a Barcellona con Yonah ben Abraham Gerondi e la medicina a Montpellier.
Secondo la maggior parte degli storici, Hillel, a Capua, esercita una forte influenza sul celebre mistico Abramo Abulafia, aiutandolo ad apprezzare Mosè Maimonide. È altresì molto probabile che le sue opere ed il suo pensiero abbiano potuto influenzare Dante Alighieri, a causa di alcuni parallelismi che sono stati riscontrati tra la Divina Commedia e gli autori ebrei.
Hillel in effetti opera, dopo Capua, a Napoli, a Roma, a Ferrara, e soprattutto a Forlì, città dove anche Dante vive per qualche tempo, pochi anni dopo la sua morte. La circostanza è invocata a favore della possibilità che Dante ne abbia conosciuto le opere .
Negli anni novanta del Duecento, in pieno periodo forlivese dunque, disputa con Zeraḥyah Ḥen su quale sia la lingua originaria: per Hillel, si tratta dell'ebraico.
La data della morte non è sicura.